# Нестеренко, Селивёрст Иванович
Селивёрст Иванович Нестеренко (1903 год, Бессарабская губерния, Российская империя — дата смерти неустановлена) — комбайнёр Маканчинской МТС Семипалатинской области, Казахская ССР. Герой Социалистического Труда (1951).
Родился в 1903 году в Бессарабской губернии. С 1913 года проживал в Семипалатинской области. После окончания курсов механизаторов трудился с 1930 года комбайнёром на Макачинской МТС.
Обслуживал полевые угодья колхоза «Красные горные орлы» Урджарского района. За выдающиеся трудовые достижения удостоен звания Героя Социалистического Труда указом Президиума Верховного Совета СССР от 22 июня 1951 года c вручением ордена Ленина и золотой медали «Серп и Молот».
Награды
- Герой Социалистического Труда
- Орден Ленина
- Орден Трудового Красного Знамени